# Salomon Müller
Salomon Müller, född 7 april 1804 i Heidelberg, död 29 december 1863 i Freiburg im Breisgau, var en tysk ornitolog.
Müller sändes till Ostindien av Coenraad Jacob Temminck för att samla prover. Han anlände till Jakarta 1826 och fortsatte 1828 till Nya Guinea och Timor. I oktober 1828 stannade han i Kupang och utforskade Timors inre det följande året. 1831 var han stationerad i Java och utforskade senare västra Sumatra mellan 1833 och 1835.
Auktorsnamnet Müller kan användas för Salomon Müller i samband med ett vetenskapligt namn inom zoologin; se Wikipedia-artiklar som länkar till auktorsnamnet.